# Breathe Slow
"Breathe Slow" – drugi singiel brytyjskiej wokalistki Aleshy Anjanette Dixon promujący jej drugi album studyjny zatytułowany The Alesha Show.

## Notowania
| Notowanie (2009)        | Pozycja |
| ----------------------- | ------- |
| UK Singles Chart        | 3       |
| Irlandzka Singles Chart | 18      |

### Polska Airplay Top 100
| Tydzień | 01 | 02 | 03 | 04 | 05 | 06 | 07 | 08 | 09 | 10 | 11 | 12 | 13 | 14 | 15 | 16 | 17 |
| ------- | -- | -- | -- | -- | -- | -- | -- | -- | -- | -- | -- | -- | -- | -- | -- | -- | -- |
| Pozycja | 84 | 48 | 82 | 72 | 57 | 61 | 44 | 77 | 28 | 37 | 31 | 27 | 33 | 21 | 32 | 36 | 57 |

### POPlista RMF FM
| Tydzień | 01 | 02 | 03 | 04 | 05 | 06 | 07 | 08 | 09 | 10 | 11 | 12 | 13 | 14 | 15 | 16 | 17 | 18 | 19 | 20 |
| ------- | -- | -- | -- | -- | -- | -- | -- | -- | -- | -- | -- | -- | -- | -- | -- | -- | -- | -- | -- | -- |
| Pozycja | 19 | 15 | 19 | 15 | 5  | 17 | 9  | 19 | 8  | 11 | 18 | 10 | 4  | 11 | 20 | 14 | 18 | 8  | 19 | 13 |
| Dzień   | 21 | 22 | 23 | 24 | 25 | 26 | 27 | 28 | 29 | 30 | 31 | 32 | 33 | 34 | 35 | 36 | 37 | 38 | 39 | 40 |
| Pozycja | 8  | 19 | 15 | 18 | 14 | -  |    |    |    |    |    |    |    |    |    |    |    |    |    |    |